# Клан Мактомас

Ембрема (гребінь, хрест) клану Мактомас.

Герб вождів клану Мактомас.

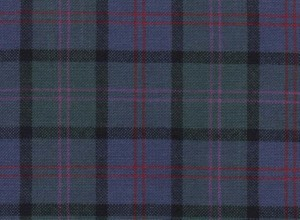
Тартан клану Мактомас — давня версія.

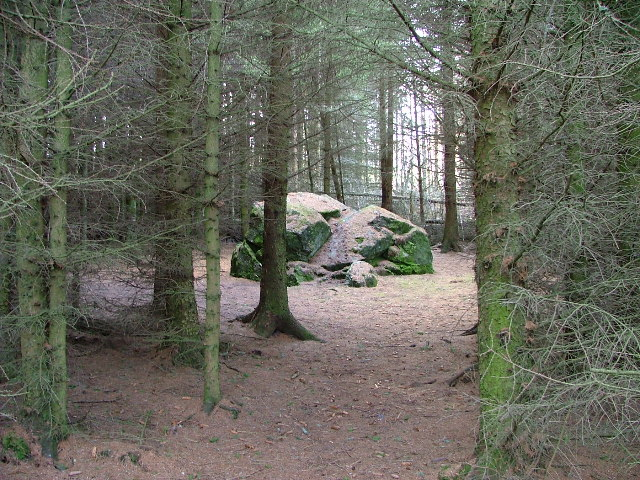
Камінь Клах На Койлех (гельск. — Clach Na Coileach) — місце зустрічі клану Мактомас.

Клан Мактомас (шотл. — Clan MacThomas) — інші назви: клан МакКомі (гельск. — MacComie), МакКолм (гельск. — MacColm), МакКомас (гельск. — MacComas) — один з кланів гірської Шотландії (Гайленд). Належить до конфедерації кланів Хаттан.
Гасло клану: Deo juvante invidiam superabo — Бог допоможе подолати заздрість (лат.)

## Історія клану Мактомас

### Походження клану Мактомас
Засновником клану Мактомас був землевласник з гірської Шотландії (так званий Гайленд) Томас. Він ввійшов в історію як Томай Мор (гельск. — Tomaidh Mor) — Томай Великий. Від його імені клан має свою назву. Він був онуком Вільяма Макінтоша — VII вождя клану Макінтош , VIII вождя конфедерації кланів Хаттан. Томас Мор жив у XV столітті, коли конфедерація кланів Хаттан стала сильною та впливовою та чисельною в Шотландії, часто виходила з-під контролю вождів. Томас зібрав свій клан, що жив на землях Баденох і оселився в Грампіанських горах в долині Глен-Ші (шотл. — Glen Shee). Тут клан процвітав і був відомий як клан МакКомі (гельск. — MacComie), МакКолм (гельск. — MacColm), МакКомас (гельск. — MacComas). Згадку про цей клан ми знаходимо в списку шотландських кланів, що був складений в 1587 році та в аналогічному списку від 1595 року. Клан був відомий шотландському уряду в Единбурзі під назвою Мактомас.

### XVI—XVII століття
Ранні вожді клану Мактомас жили в долині Глен-Ші на берегах річки Ші. Ця місцевість відома з легенд як місце де розташована могила Діарміда (гельск. — Diarmid) — героя Фінгаліанської саги. У 1600 році Роберт МакКомі — IV вождь клану Мактомас був вбитий, вождем клану став його брат Джон МакКомі Фінеганд. Місцина Фінеганд була приблизно в трьох милях вниз по долині від резиденції попередніх вождів клану і стала з того часу основною резиденцією вождів клану Мактомас. Назва Фінеганд походить від гельського фейх нан кенн (гельск. — feith nan ceann) — обпечена голова. Згідно легенди тут були вбиті збирачі податків: їм відтяли голови і кинули ці голови у вогонь.
VII вождь клану Джон МакКомі — Ян Мор (гельск. — Iain Mor) ввійшов у фольклор Пертширу. Збирачі податків, граф Атолу були дуже ображені на нього. Граф Атолу спробував вбити Яна Мора використавши змагання фехтувальників, але сам найманий вбивця був вбитий вождем клану.
Під час громадянської війни в Шотландії в XVII столітті клан Мактомас підтримав роялістів та короля Англії Карла І. Вождь клану Ян Мор Мактомас приєднався до Джеймса Грема, І маркіза Монтроз у 1644 році в Данді. Коли роялісти захопили Абердин, Ян Мор захопив в полон Вільяма Форбса, що був шерифом Абердина та командиром кавалерії ковенанторів. Проте вождь клану Мактомас припинив підтримувати маркіза Монтроза після битви під Філіфау і своє життя присвятив своїм землям, в тому числі землям купленим в баронстві Фортер у графа Ерлі.
Після реставрації монархії у 1660 році клан Мактомас був оштрафований на велику суму і граф Ерлі спробував повернути собі землі. Юридично дії графа Ерлі були успішними, але вождь клану Мактомас відмовився визнавати правильним рішення суду і продовжував використовувати ці землі як пасовища. Граф Ерлі спробував силою вирішити це питання, використавши клан Фаркухарсон. Це призвело до ворожнечі і війни кланів. 28 січня 1673 року Фаркухарсон Брудерг був вбитий разом з двома своїми синами Яном Мором Мактомасом. Послідували судові процеси. Вождь клану Мактомас помер у 1676 року. Його сини потерпали від судової тяганини і змушені були продати свої землі.
У документах 1678 та 1681 років знову згадується клан Мактомас. Клан почав розпадатися: частина людей клану переселилась на південь  в долину Тай , де вони стали відомі як клан Томсон, частина переселилась в Ангус, що в Файфі, де вони стали відомі як клан Томас, клан Том або клан Томс. Х вождь клану Мактомас взяв прізвище Томас, а потім Томс. Він оселився в землях Файф і досить успішно господарював на землі.

### XVIII— ХХ століття
Вожді клану Мактомас жили в Файфі і були там успішними фермерами. Потім вони переїхали в Данді де їхні справи теж були успішними. Багато людей з клану Мактомас переїхали до Абердиншира, де Вільям МакКомбі Тілліфор став депутатом, був відомий як скотар, що розводить велику рогату худобу породи Абердин-Ангус. Патрік — XVI вождь клану Мактомас придбав нерухомість в Аберлемно, в Ангусі. Його син Джордж став одним з наймолодших шерифів в історії Шотландії. У 1870 році, коли він помер, він заповів свої статки (4 300 000 фунтів стерлінгів по сучасних мірках) собору Святого Мангуса в Оркні разом зі своїми володіннями і нерухомістю. Його спадкоємець — Альфред Мактомас — XVII вождь клану Мактомас оскаржив заповіт, судова справа була в Единбурзі, але він програв справу, що викликало жах і шок у його родині. У 1954 році було засноване Товариство клану Мактомас. Товариство заснував Патрік Мактомас — XVIII вождь клану Мактомас. Він був одружений з родичкою Єлизавети II. Його син — Ендрю Мактомас присвятив багато часу вивченню історії клану Мактомас.
Люди клану Мактомас збираються раз на три роки на давній землі клану біля каменю Клах На Койлех (гельск. — Clach Na Coileach) в Глен-Ші.

## Септти клану Мактомас
- Комбі (Combie)
- МакОмі (MacOmie)
- МакОміш (MacOmish)
- МакКолм (MacColm)
- МакКомас (MacComas)
- МакКомб (MacComb)
- МакКомбі (MacCombie)
- МакКомі (MacComie)
- МакКоміш (MacComish)
- Там (Tam)
- Том (Thom)
- Томс (Thoms)
- Томас (Thomas)
- Томсон (Thomson)

## Вожді клану Мактомас
- I — Томас — Томай Мор (гельск. — Tomaidh Mor) — XV століття — оселився на березі Том (Хом) річки Ші.
- II — Джон МакТомай (гельск. — John MacThomaidh) — XVI століття — син чи внук Томая Мора.
- III — Адам МакТомай (гельск. — Adam MacThomaidh) — XVI століття — син Джона МакТомая.
- IV — Роберт МакТомай (гельск. — Robert MacThomaidh) — помер у 1600 році — земля Том (Хом) була втрачена, його єдина дочка одружилась з вождем клану Фаркухарсон.
- V — Джон МакКомі Фінеганд (гельск. — John MacComie Finegand) — 1600—1610 роки — брат роберта, оселився в місцині Фінеганд.
- VI — Олександр МакКомі Фінеганд (гельск. — Alexander MacComie Finegand) — 1610—1637 роки — одружився з дочкою вождя клану Фаркухарсон і отримав землі в Бензіан Мор в Глен-Ші.
- VII — Джон МакКомі — Ян Мор (гельск. — John MacComie — Iain Mor) — 1637—1676 роки — син Олександра, названий Мор — Великий. Розширив володіння клану. Придбав землі в баронстві Фортер в Гленісла (1651 рік) підтримував маркіза Монтроза під час громадянської війни.
- VIII — Джеймс МакКомі (гельск. — James MacComie) — 1674—1676 роки — третій син Яна Мора.

IX — Томас МакКомі (гельск. — Thomas MacComie) — 1676—1684 роки — п'ятий син Яна Мора.
- X — Ангус Томас (гельск. — Angus Thomas) — 1684—1708 роки — шостий син Яна Мора, отримав освіту в університеті Святого Андрія, ввійшов в історію як Містер Ангус Ака, взяв англійське прізвище.
- ХІ — Роберт Томас (гельск. — Robert Thomas) — 1708—1740 роки — син Ангуса, володів великою нерухомістю в Куларні, потім переїхав в Белхелві.
- ХІІ — Давид Томас Белхелві (гельск. — David Thomas Belhelvie) — 1740—1751 роки — старший син Роберта. Посер молодим.
- ХІІІ — Генрі Томас Белхелві (гельск. — Henry Thomas Belhelvie) — 1751—1797 роки — другий син Роберта, був фермером у Белхелві.
- XIV — Вільям Томс (гельск. — William Thoms) — 1797—1843 роки — старший син Генрі, став церковником, не мав дітей.
- XV — Патрік Хантер Мактомас Томс (гельск. — Patrick Hunter MacThomas Thoms) — 1843—1870 роки — син Джоржда Томса, (сина Генрі і зведеного брата Вільяма). Володар Данді. Придбав садибу в Аберламо в Ангусі.
- XVI — Джордж Мактомас Томс (гельск. — George MacThomas Thoms) — 1870—1903 роки — син Патріка, шериф Кейтнеса, Оркнейських та Шетландських островів. Заповів свої величезні знмлі та спадки собору Святого Магнуса в Кіркволлі.
- XVII — Альфред Мактомас Томс (гельск. — Alfred MacThomas Thoms) — 1903—1958 роки, письменник, жив в Сігнеті.
- XVIII — Патрік Мактомас Фінеганд (гельск. — Patrick MacThomas Finegand) — нащадок племінника Патріка, перший вождь клану, що був офіційно визнаний вождем судом Ліона після Томаса МакКомі у 1676 році. Офіцер британської армії. Одружився з родичкою Її Величності королеви.
- ХІХ — Ендрю Мактомас Фінеганд — МакТомай Мор (гельск. — Andrew MacThomas Finegand — MacThomaidh Mhor) — 1970 і до сьогодні. Нинішній вождь клану Мактомас. Банкір.